# Surinam na Letních olympijských hrách 2004
Surinam se účastnil Letní olympiády 2004. Zastupovali ho 4 sportovci (2 muži a 2 ženy) ve 2 sportech.

## Seznam všech zúčastněných sportovců
| Číslo | Jméno                  | Pohlaví | Věk | Sport    |
| ----- | ---------------------- | ------- | --- | -------- |
| 1     | Cornelis Sibe          | Muž     | 21  | Atletika |
| 2     | Letitia Vriesdeová     | Žena    | 39  | Atletika |
| 3     | Sade Daal              | Žena    | 15  | Plavání  |
| 4     | Gordon Touw Ngie Tjouw | Muž     | 19  | Plavání  |